# شهرک دانش (قدس)
شهرک دانش بخشی از شهرستان قدس در بخش مرکزی شهرستان قدس استان تهران قرار دارد. این شهرک در بزرگراه فتح و روبروی سه راه ایران خودرو است.

## تاریخچه
شهرک دانش در گذشته به نام قلعه سیدها معروف بوده‌است؛ و قدمت تقریبی آن به دوره قاجار می‌رسد. قلعه سیدها توسط خانواده بزرگی از سادات به صورت قلعه بنا شد و ساکنان آن همگی سید بودند و به کشاورزی و دامداری مشغول بودند. سند ملکی این روستا در حوزه ثبت اسناد ری است. در دوران پهلوی دوم توسط فردی به نام تیمسار «بقایی» ساکنان قلعه از جای اصلی خود با فاصله اندکی به محل دیگری منتقل و بافت آن تبدیل به روستا شد و نام آن به شاه آباد تغییر یافت. مردم روستا جهت تأمین آب مصرفی خود با مشکلات فراوانی از آب سد کرج و گاهی هم از نهر فیروز بهرام استفاده می‌کردند تا اینکه معمار «مستوفی» و همسرش با حفر یک حلقه چاه عمیق، آب شیرین را به روستا آوردند. کودکان روستا در خانه یکی از اهالی به نام «قنبر مهر علی» آموزش می‌دیدند. اما اهدای زمین از طرف «لاله» یکی از زمین داران روستا و ساخت آن توسط خیرین کودکان روستا را صاحب مدرسه کرد. با گذشت زمان و به دلیل مهاجرت و وجود کارخانجات متعدد از جمله زامیاد و ایران خودرو به ساکنان روستا افزوده شد و به شهرکی تبدیل شد. بعد از پیروزی انقلاب اسلامی این محل به شهرک دانش تغییر نام داده شد. این شهرک تا سال ۱۳۷۵ زیر نظر بخش داری کن محسوب می‌شد و بعد از آن تاریخ به بخشداری مرکزی شهرستان قدس واگذار شد. ساکنان امروز آن بیشتر کارگر هستند و در کارخانه‌ها و کارگاه‌های اطراف شهرک به کار مشغولند.

## مردم
جمعیت آن براساس سرشماری سال ۱۳۹۵، ۲۴۰۳ نفر و تعداد ۱۰۵۰ خانوار در آن زندگی می‌کنند.

## موقعیت
این شهرک از شمال به بزرگراه فتح (جاده قدیم کرج) و مسیر راه‌آهن تهران به کرج و از شرق به خیابان دکتر بهشتی (جاده سعیدآباد به شهریار) و از جنوب به روستای زرنان و از غرب به جاده کمربندی چیتگر (کمربندی قدس، اندیشه و شهریار منتهی می‌شود. شهرک در مجاورت صنایع و کارخانجات بزرگی است. مانند:
- ایران خودرو
- گروه بهمن
- زامیاد
- پلاستیران
- ساراول